# Floreal Edgardo Avellaneda
Floreal Edgardo Avellaneda (Rosario, 14 de mayo de 1960 - Campo de Mayo, antes del 14 de mayo de 1976) fue un estudiante argentino torturado y asesinado por la última dictadura cívico-militar argentina (1976-1983).

## Biografía
"El Negrito" (tal era su apodo) militaba en la Fede (Federación Juvenil Comunista) desde la recuperación de la democracia (1973), desde que iba a primer año de la secundaria. Era encargado de las tareas de propaganda en su barrio.
Vivía en la ciudad de Munro (en el Gran Buenos Aires) con su madre, Iris Etelvina Pereyra de Avellaneda (n. 1938), y con su padre, Floreal Avellaneda (que había sido elegido delegado en la fábrica metalúrgica TENSA ―en el norte del Gran Buenos Aires― junto a otros compañeros de izquierda y de la Juventud Peronista), ambos militantes del Partido Comunista de la Argentina.
Hizo la primaria en la Escuela n.º 10 de Munro y estaba cursando la secundaria en el momento de su detención irregular, que truncaría todas sus aspiraciones de futuro, entre las cuales soñaba con ser mecánico de aviación, para lo cual se había inscripto en el único lugar disponible para ello, la Escuela de Mecánica de la Armada.
Tenía novia y era un excelente nadador.

### Secuestro y desaparición
El 15 de abril de 1976, cuando al Negrito le faltaba un mes para cumplir 16 años, los tres tenían pensado viajar a Rosario (la ciudad donde había nacido el Negrito) para visitar a unos amigos y familiares. En la madrugada, una patota (grupo de tareas) formada por agentes del Estado disfrazados con pelucas y anteojos irrumpieron en su casa de Munro. Voltearon la puerta y realizaron varios disparos con un Fal (fusil automático liviano). Buscaban a su padre, también llamado Floreal Avellaneda, que trabajaba en una pyme autopartista pero que había sido delegado de una empresa metalúrgica porteña.
Esa noche el padre logró escapar por los techos, pero la patota secuestró ilegalmente a su esposa Iris y al chico. Tras ser torturados en una comisaría de Villa Martelli (barrio de la ciudad de Buenos Aires), la madre fue trasladada a la cárcel de Olmos (cerca de La Plata), procedente del Comando de Institutos Militares, pero del paradero de su hijo no se supo más.
Los familiares y compañeros de militancia de la familia Avellaneda no se quedaron quietos. Recorrieron comisarías, jefaturas militares y despachos judiciales. El abogado Julio Viaggio, dirigente de la Liga Argentina por los Derechos del Hombre, logró que se ordenara la identificación del cadáver de Floreal, en mayo de 1976.
Meses más tarde, a partir de las declaraciones de exdesaparecidos, se supo que el Negrito fue llevado al campo de concentración de Campo de Mayo (llamado coloquialmente El Campito).
En el juicio oral que se realizaría en 2009, el cabo Víctor Ibáñez declaró: «Había una indignación total en los cuarteles, se sabía que había un chico».
Debido a que los domicilios secretos de ninguno de los conocidos de los padres del Negrito fueron descubiertos, se supone que a pesar de las torturas que le infligieron, el Negrito Avellaneda no delató a ningún compañero de militancia, a pesar de que conocía muchos domicilios y cada una de las actividades de los comunistas del lugar:

Mi hijo ya tenía su educación y una gran valentía. Lo mataron pero no delató a ningún compañero. Por eso para nosotros, los padres, es un ejemplo.
Iris Etelvina Pereyra, madre de Floreal Avellaneda.

El 15 de mayo de 1976, la prensa uruguaya daba a conocer que el día anterior ―el 14 de mayo de 1976 (el día en que Floreal Avellaneda hubiera cumplido 16 años)― se habían encontrado ocho cadáveres en la ensenada del puerto de Montevideo. Uno de los cuerpos era el del Negrito Avellaneda. Fueron víctimas de los vuelos de la muerte. Casi un mes después de su secuestro, el cadáver del Negrito Avellaneda fue hallado atado de pies y manos, con una profunda herida (sin cicatrizar) en una pierna, junto a otros siete cadáveres, en la costa uruguaya del Río de la Plata. Se pudieron reconocer muestras de que había sufrido torturas físicas, y el choque provocado por la caída desde varios miles de metros contra el agua del mar Argentino frente a Uruguay le rompió el cuello, pero la muerte habría sido causada por un empalamiento que habría destrozado los órganos internos y provocado una hemorragia fatal.
Los cadáveres fueron llevados a Montevideo, donde les hicieron el certificado de defunción. Los médicos forenses encontraron señas de que el joven había sido empalado.

...incluyendo el chico de 15 años, Floreal Avellaneda, atado de pies y manos, con lastimaduras en la región anal y fracturas expuestas.
Rodolfo Walsh, escritor y periodista, en su Carta abierta a la Junta Militar

El Ejército uruguayo (que en esos años gobernaba dictatorialmente sobre la República Oriental del Uruguay), por pedido de la dictadura cívico-militar argentina, hizo desaparecer el cadáver de Floreal Avellaneda.

¿Cuál es la razón por la cual la dictadura torturó, asesinó y arrojó al mar al Negrito Avellaneda y dejó vivos a sus padres? La respuesta a esa pregunta es el fundamento más profundo del terrorismo de Estado: paralizar, arrasar, desorganizar, desmovilizar, aterrar a las organizaciones y a los hombres y mujeres de todas las edades, pero sobre todo a los jóvenes que se asumieron como sujetos protagonistas de la Historia, y lucharon por la vida digna, auténtica y solidaria.
Stella Maldonado, exsecretaria general de Cetera (Confederación de Trabajadores de la Educación de la República Argentina)

## Juicio y castigo de sus asesinos
La madre de Floreal, Iris Etelvina Pereyra de Avellaneda, sobrevivió y dio su testimonio en el Juicio a las Juntas Militares.
Su testimonio está documentado en la película documental El juicio (2023) del director Ulises de la Orden.
La causa de Floreal Avellaneda llegó a juicio oral, y fue la primera del megaproceso sobre los crímenes cometidos en jurisdicción de Campo de Mayo. La causa fue cerrada durante la dictadura. En 1984 ―con la recuperación de la democracia― la causa judicial fue impulsada con la detención de algunos represores.
En 2009 se reabrió la causa sobre el asesinato y tortura del Negrito Avellaneda, y fueron querellantes tanto sus padres como el Partido Comunista de Argentina.
Recibieron cadena perpetua los generales de la Nación Santiago Omar Riveros y Fernando Verplaetsen, y muchos años el resto de los represores.

## Legado
Los alumnos de la escuela primaria ubicada en la calle Luis María Campos 2964 de Sarandí decidieron cambiar el nombre de la misma, que era Policía Federal Argentina, por Floreal Avellaneda.